# 521e division d'infanterie
La 521e division d'infanterie (en allemand : 521. Infanterie-Division ou 521. ID) est une des divisions d'infanterie de l'armée allemande (Wehrmacht) durant la Seconde Guerre mondiale.

## Création
La 521e division d'infanterie est formée le 1er novembre 1939 en province de Prusse-Orientale à partir Du Grenzschutz-Abschnitt-Kommando 15.
Elle est renommée 395e division d'infanterie le 18 mars 1940.

## Organisation

### Commandants
| Date                              | Grade           | Commandant   |
| --------------------------------- | --------------- | ------------ |
| 15 novembre 1939 - 7 janvier 1940 | Generalleutnant | Wolf Schede  |
| 7 janvier 1940 - 18 mars 1940     | Generalleutnant | Hans Stengel |

## Théâtres d'opérations
- Province de Prusse-Orientale : Novembre 1939 - Mars 1940

## Ordres de bataille
- Grenzwach-Regiment 51
- Grenzwachregiment 61